# Cerkiew Zaśnięcia Matki Bożej w Brasławiu
Cerkiew pod wezwaniem Zaśnięcia Matki Bożej – prawosławna cerkiew parafialna w Brasławiu. Należy do dekanatu brasławskiego eparchii połockiej i głębockiej Egzarchatu Białoruskiego Patriarchatu Moskiewskiego. Obiekt zabytkowy.

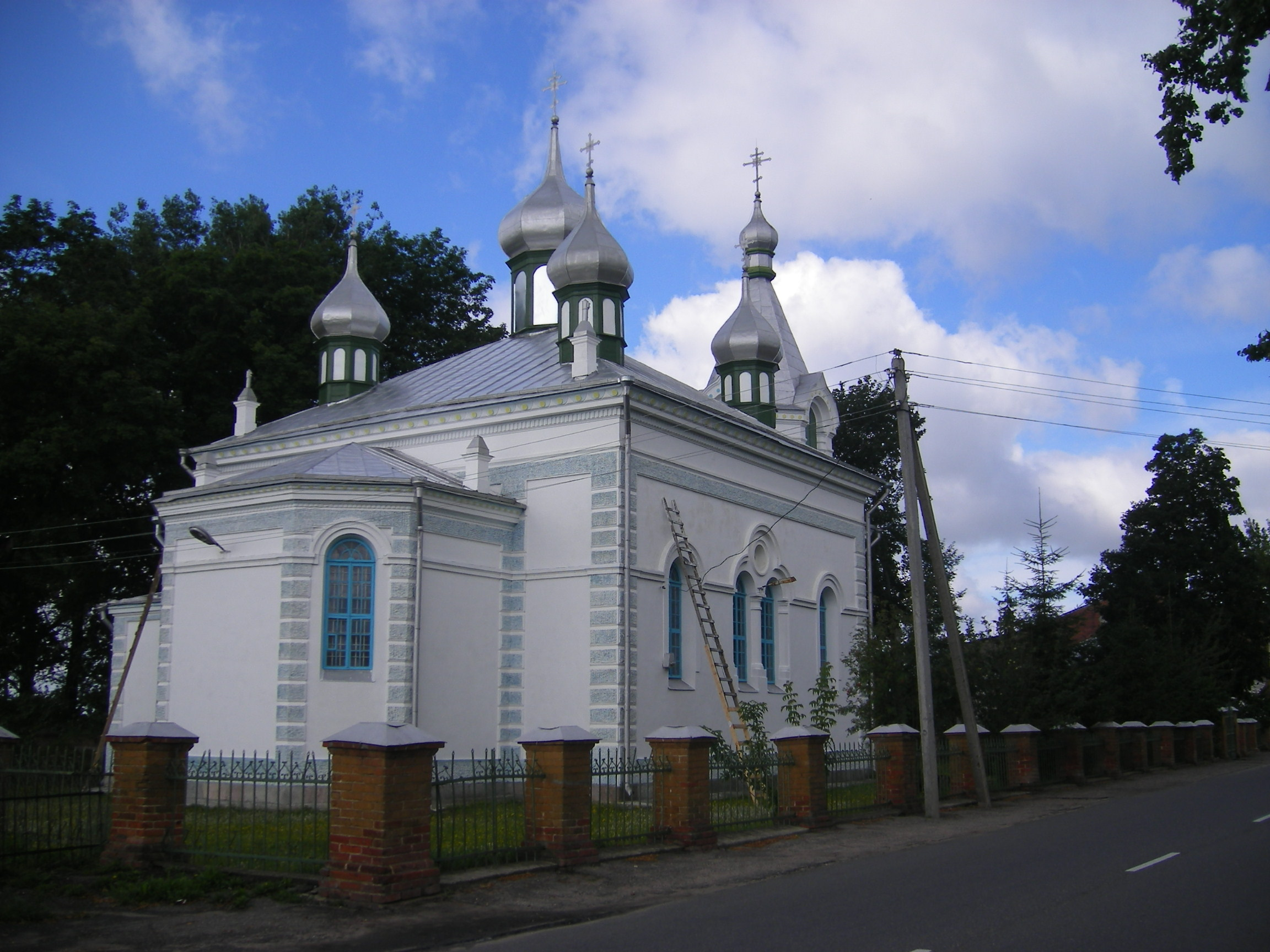
Widok od strony prezbiterium

Cerkiew znajduje się u podnóża Góry Zamkowej, w pobliżu kościoła rzymskokatolickiego.
Pierwszą świątynię prawosławną w Brasławiu zbudowano w XV w. Obecna murowana cerkiew Zaśnięcia Matki Bożej została wzniesiona w 1897 ze środków rządowych Imperium Rosyjskiego (w miejscu skromnej, drewnianej świątyni z 1861, którą przeniesiono na cmentarz).
Budowla w stylu bizantyjsko-rosyjskim, czwórdzielna. Od frontu dwukondygnacyjna wieża-dzwonnica, połączona z częścią nawową niskim przedsionkiem. Nawa na planie kwadratu. Prezbiterium zamknięte pięciokątnie, z dobudowaną po stronie południowej zakrystią. Cerkiew posiada 6 kopuł – jedna wieńczy wieżę, a pozostałe znajdują się nad nawą. Ściany zewnętrzne zdobione są arkadowymi portalami, niszami, kolumnami, gzymsami i boniowatymi narożnikami. Wewnątrz znajduje się 3-rzędowy ikonostas z zabytkowymi ikonami.
Obok cerkwi znajduje się budynek parafialnej szkoły niedzielnej, w którym w czasach przynależności Brasławia do ZSRR mieścił się sąd.